# ALLHAT-Studie
Die ALLHAT-Studie (Antihypertensive and Lipid-Lowering Treatment to Prevent Heart Attack Trial) ist eine der größten und wichtigsten Untersuchungen zur Behandlung des Bluthochdrucks.
Zwischen Februar 1994 und März 2002 wurden an 623 Zentren in Nordamerika insgesamt rund 40.000 Patienten mit leicht bis mittelgradig erhöhtem Blutdruck eingeschlossen. Die Gestaltung war randomisiert und doppel-blind. Im Gegensatz zu vielen anderen Medikamenten-Studien wurde nicht ein neues Therapeutikum gegen ein Placebo getestet, sondern eine ältere Standardtherapie mit drei neueren verglichen.

## Untersuchungsgegenstand
Ziel der Studie war herauszufinden, ob neuere Blutdruckmedikamente wie der ACE-Hemmer Lisinopril, der Calciumantagonist Amlodipin oder der α-Rezeptoren-Blocker Doxazosin genauso gut oder besser helfen, tödliche Herzerkrankungen und nicht-tödliche Herzinfarkte zu vermeiden, wie das ältere und deutlich billigere Thiaziddiuretikum Chlortalidon.
In einer weiteren randomisierten, jedoch nicht verblindeten Teilstudie (ALLHAT-LLT) wurde an rund 20.000 Patienten aus dem ALLHAT-Kollektiv untersucht, ob bei nur leicht erhöhtem Cholesterin eine Therapie mit einem Statin (Pravastatin) die Gesamtmortalität im Vergleich zur damaligen Standardbehandlung senken kann.

## Studienpopulation
Studienteilnehmer waren Frauen und Männer ab 55 Jahren mit arterieller Hypertonie (Grad I oder II) und einem zusätzlichen kardiovaskulären Risikofaktor wie vorangegangener Herzinfarkt, linksventrikuläre (in den linken Herzkammern) Hypertrophie, Typ-2-Diabetes, aktueller Nikotinmissbrauch, erniedrigtes HDL-Cholesterin unter 35 mg/dl oder sonstige arteriosklerotische Erkrankungen. Patienten, die bereits wegen einer Herzinsuffizienz im Krankenhaus behandelt worden waren oder eine linksventrikuläre Ejektionsfraktion unter 35 Prozent hatten, wurden von der Teilnahme ausgeschlossen.

## Studienarme
Die 42.418 Studienteilnehmer wurden zufällig der Kontrollgruppe mit Chlortalidon (12,5–25 mg/Tag) oder den drei alternativen Behandlungsgruppen (Amlodipin 2,5–10 mg/Tag, Lisinopril 10–40 mg/Tag, Doxazosin 2–8 mg/Tag) zugewiesen. Falls vorhanden wurden bei Studienbeginn bisherige Blutdruckmittel abgesetzt und eine Therapie mit einem der vier Studienmedikamente begonnen.
Im Verlauf war bei unzureichender Blutdrucksenkung die zusätzliche Gabe von Atenolol, Clonidin, Reserpin oder Dihydralazin erlaubt. Der Doxazosin-Arm wurde im Jahr 2000 vorzeitig geschlossen, nachdem in dieser Gruppe die Herzinsuffizienz-Rate doppelt so hoch lag wie im Chlortalidon-Arm und es auch bedeutend häufiger zu Schlaganfällen gekommen war.

## Statistische Analyse
Primärer Endpunkt der Studie war die Anzahl der tödlichen Herzerkrankungen und nicht-tödlichen Herzinfarkte. Die statistische Auswertung erfolgte mittels einer intention-to-treat-Analyse. Sekundäre Endpunkte waren Gesamtsterblichkeit, Schlaganfall, Herzerkrankungen im Speziellen (einschließlich kardiovaskulärer Tod und Herzinfarkt, Herzkatheter oder Krankenhauseinweisung wegen Angina Pectoris) und kardiovaskuläre Erkrankungen im Allgemeinen (koronare Herzkrankheit, Schlaganfall, Angina Pectoris mit und ohne Krankenhauseinweisung, Herzinsuffizienz, pAVK).

## Ergebnisse
Nachdem der Doxazosin-Arm vorzeitig beendet werden musste, gingen nur 33.357 Patienten aus den verbliebenen drei Studienarmen in die endgültige Ergebnisanalyse ein. Die mittlere Beobachtungszeit betrug 4,9 Jahre. 2956 Patienten starben an einer Herzerkrankung oder hatten einen nicht-tödlichen Herzinfarkt. Hier zeigte sich kein entscheidender Unterschied zwischen Chlortalidon, Lisinopril und Amlodipin. Auch die Gesamtsterblichkeit war in den drei Hauptarmen nicht unterschiedlich.
Die systolischen Blutdruckwerte waren nach fünf Jahren in der Amlodipin- und der Lisinopril-Gruppe deutlich höher als in der Chlortalidon-Gruppe. Hingegen waren die diastolischen Blutdruckwerte unter Amlodipin nach fünf Jahren deutlich niedriger. Im Amlodipin-Arm kam es wesentlich häufiger zu Herzversagen, als bei Patienten unter Chlortalidon. Im Vergleich zu Lisinopril war Chlorthalidon bei der Verhinderung von kardiovaskulären Erkrankungen, Schlaganfall und Herzversagen eindeutig überlegen.

## Fazit
Das wichtigste Ergebnis der ALLHAT-Studie war, dass bei Patienten über 55 Jahre neuere Blutdruckmittel dem älteren und billigeren Thiaziddiuretikum Chlortalidon nicht überlegen sind. Im Gegenteil waren Doxazosin, Lisinopril und Amlodipin in Bezug auf die Verhinderung bestimmter Folgeerkrankungen des Bluthochdrucks sogar unterlegen. So kam es unter dem ACE-Hemmer und dem Calciumantagonisten wesentlich häufiger zum Auftreten einer behandlungsbedürftigen Herzschwäche. Der Doxazosin-Arm musste deswegen sogar vorzeitig gestoppt werden. Allerdings wurde auch gezeigt, dass unter Therapie mit Lisinopril oder Amlodipin bezüglich der Gesamtsterblichkeit, der Sterblichkeit durch Herzinfarkt und des Auftretens von nicht-tödlichen Herzinfarkten kein Unterschied zu Chlortalidon besteht.

## Diskussion
Die Bewertung der Studienergebnisse bleibt kontrovers. Während unstrittig ist, dass Chlortalidon in der Studienpopulation die günstigste Wirkung zeigte, ist die Frage der Übertragbarkeit der Ergebnisse auf Bluthochdruck-Patienten im Allgemeinen weiter Gegenstand der Diskussion. Während gesundheitspolitisch der breite Einsatz billiger Thiazid-Diuretika (in Deutschland vorwiegend Hydrochlorothiazid) wünschenswert ist, gibt es auch für die anderen untersuchten Substanzgruppen gute Argumente. ACE-Hemmer wie Lisinopril kommen wegen der zusätzlichen nephroprotektiven Wirkung bei Diabetes-Patienten als Primär-Substanz zum Einsatz, Doxazosin hat als Mittel der zweiten und dritten Wahl weiterhin eine Berechtigung.